# Resultados da eleição presidencial no Brasil em 2022
A eleição presidencial de 2022 no Brasil foi realizada em dois turnos. O primeiro aconteceu em 2 de outubro de 2022 e o segundo em 30 de outubro de 2022, ambos em domingos. Foi a 9.ª eleição presidencial do país após a promulgação da Constituição Federal de 1988. Foi disputada entre o então presidente na época Jair Bolsonaro (PL) e o ex-presidente Luiz Inácio Lula da Silva (PT). Lula conseguiu mais de 60 milhões de votos válidos e acabou sendo eleito presidente do Brasil.
A eleição teve dois fatores inéditos na história do Brasil, sendo que Lula se tornou a primeira pessoa a ser eleita três vezes para presidente e Jair Bolsonaro se tornou o primeiro presidente a não conseguir se reeleger.
Nesta lista estão os resultados da eleição presidencial no Brasil em 2022 por unidade federativa. O pleito teve a vitória de Luiz Inácio Lula da Silva, com 50,90% dos votos válidos em segundo turno, superando o então presidente Jair Bolsonaro, que fez 49,10% dos votos válidos, tornando essa eleição a mais acirrada da história do Brasil.

## Resultados

### Primeiro turno
No primeiro turno da eleição, Luiz Inácio Lula da Silva, candidato ao terceiro mandato, venceu em 14 estados e no exterior. Ele teve sua maior vantagem no estado do Piauí, onde teve 74,25% dos votos. Já o presidente Jair Bolsonaro, candidato à reeleição, venceu em 12 estados e no Distrito Federal. Sua maior vitória foi em Roraima, onde teve 69,57% dos votos válidos.
O estado com cenário mais apertado foi o Amapá, onde Lula venceu com apenas 2,26% de vantagem contra o segundo colocado, Jair Bolsonaro. Foi também no Amapá, que a terceira colocada no primeiro turno, Simone Tebet (MDB), teve o seu porcentual mais expressivo em todo o Brasil: 6.36% dos votos válidos.

### Segundo turno
Em comparação ao primeiro turno, Lula conquistou pouco mais de 3 milhões de votos, já Bolsonaro obteve mais 7,1 milhões de votos no segundo turno se comparado ao primeiro.
Entre o primeiro e o segundo turno, Lula perdeu votos absolutos em pelo menos quatro estados: Acre, Amazonas, Roraima e Amapá, sendo este último o único estado onde Bolsonaro virou a disputa, devido à perda de mais de 7 mil votos do petista. Em Tocantins, Lula registrou um crescimento de apenas 290 votos no segundo turno em relação à primeira votação. Bolsonaro não registrou queda em nenhum dos estados.
A eleição presidencial de 2022 foi a primeira na história do Brasil em que o candidato vencedor não venceu na maioria das unidades federativas do país. Lula venceu em 13 estados e no exterior e teve sua maior vitória no estado do Piauí, região Nordeste do Brasil, onde Lula venceu em todas as nove unidades federativa. Bolsonaro venceu nos outros 13 estados e no Distrito Federal e teve sua maior vitória em Roraima.
A explicação dessa característica inédita se dá devido ao fato de Bolsonaro ter ganho em vários estados pouco populosos como Roraima, Acre e Amapá, por exemplo, sendo que nesse último, Bolsonaro conseguiu virar o estado no segundo turno, que havia dado vitória a Lula no primeiro turno por uma margem pequena.
A eleição também é considerada a mais acirrada da história do Brasil desde a redemocratização, superando a eleição presidencial de 2014, quando Dilma Rousseff venceu Aécio Neves com apenas 3,28% pontos de vantagem. Em 2022, com cerca de 2,1 milhões de votos a mais que Bolsonaro, Lula venceu com apenas 50,90% dos votos válidos, enquanto seu adversário, o então presidente, conquistou 49,10% dos votos, se tornando o candidato perdedor mais bem votado da história do país, ficando apenas 1,80% pontos atrás de Lula. Além disso, foi também a primeira vez que um presidente em exercício não conseguiu se reeleger e a primeira vez que um ex-presidente derrotou um presidente em exercício em busca de reeleição.

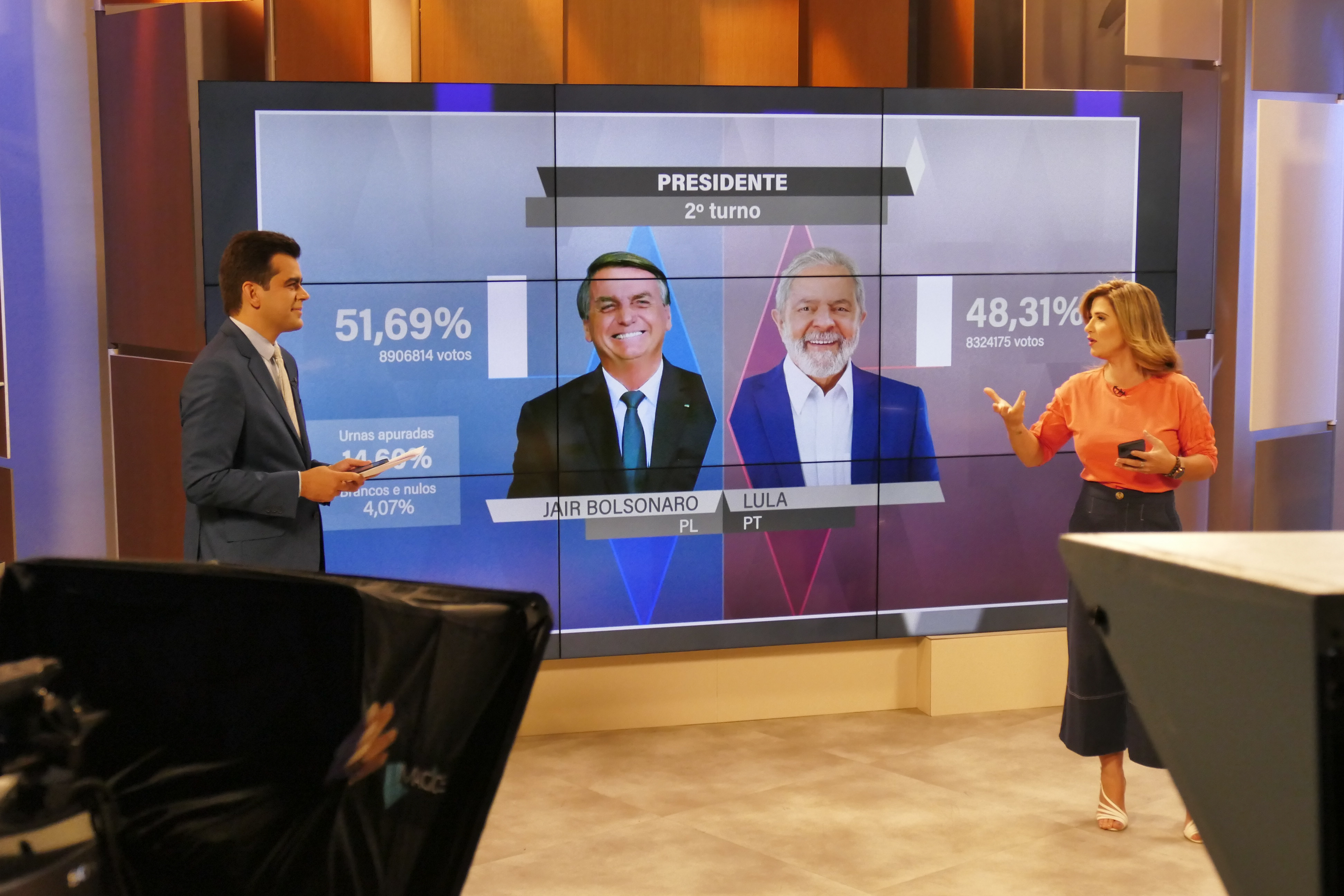
Transmissão em tempo real da apuração do segundo turno na TV Câmara.

Apesar de derrotado, Bolsonaro conseguiu mais votos totais em 2022 do que na eleição anterior de 2018, quando venceu Fernando Haddad. Em relação ao segundo turno daquele ano, ele conseguiu 408 mil votos a mais. Bolsonaro também conseguiu ampliar sua margem percentual em Alagoas, Amapá, Bahia, Ceará, Maranhão, Pará, Piauí, Roraima e Sergipe, mas perdeu votos absolutos no Acre, Distrito Federal, Paraná, Rio de Janeiro, Rio Grande do Sul e  São Paulo, sendo este último, o maior colégio eleitoral do país.
Lula se tornou o primeiro candidato brasileiro a conquistar mais de 60 milhões de votos no segundo turno. Ele ultrapassou seu próprio recorde como candidato mais votado do país, superando seus 58,295 milhões de votos obtidos em 2006 contra Geraldo Alckmin, seu atual vice-presidente. Já o candidato Jair Bolsonaro, alcançou a marca de 58,206 milhões de votos, sendo o terceiro candidato mais votado da história do país, atrás apenas de Lula em 2022 e 2006.

## Geral
| Candidato(a)             | Vice                    | 1.º turno 2 de outubro de 2022 | 1.º turno 2 de outubro de 2022 | 2.º turno 30 de outubro de 2022 | 2.º turno 30 de outubro de 2022 |
| Candidato(a)             | Vice                    | Votação                        | Votação                        | Votação                         | Votação                         |
| Candidato(a)             | Vice                    | Total                          | %                              | Total                           | %                               |
| ------------------------ | ----------------------- | ------------------------------ | ------------------------------ | ------------------------------- | ------------------------------- |
| Lula (PT)                | Geraldo Alckmin (PSB)   | 57 259 504                     | 48,43%                         | 60 345 999                      | 50,90%                          |
| Jair Bolsonaro (PL)      | Braga Netto (PL)        | 51 072 345                     | 43,20%                         | 58 206 354                      | 49,10%                          |
| Simone Tebet (MDB)       | Mara Gabrilli (PSDB)    | 4 915 423                      | 4,16%                          | Não participou                  | Não participou                  |
| Ciro Gomes (PDT)         | Ana Paula Matos (PDT)   | 3 599 287                      | 3,04%                          | Não participou                  | Não participou                  |
| Soraya Thronicke (UNIÃO) | Marcos Cintra (UNIÃO)   | 600 955                        | 0,51%                          | Não participou                  | Não participou                  |
| Felipe d'Avila (NOVO)    | Tiago Mitraud (NOVO)    | 559 708                        | 0,47%                          | Não participou                  | Não participou                  |
| Padre Kelmon (PTB)       | Pastor Galmonal (PTB)   | 81 129                         | 0,07%                          | Não participou                  | Não participou                  |
| Léo Péricles (UP)        | Samara Martins (UP)     | 53 519                         | 0,05%                          | Não participou                  | Não participou                  |
| Sofia Manzano (PCB)      | Antônio Alves (PCB)     | 45 620                         | 0,04%                          | Não participou                  | Não participou                  |
| Vera (PSTU)              | Raquel Tremembé (PSTU)  | 25 625                         | 0,02%                          | Não participou                  | Não participou                  |
| Constituinte Eymael (DC) | Professor Bravo (DC)    | 16 604                         | 0,01%                          | Não participou                  | Não participou                  |
| Total de votos válidos   | Total de votos válidos  | 118 229 719                    | 95,59%                         | 118 552 353                     | 95,41%                          |
| Votos em branco          | Votos em branco         | 1 964 779                      | 1,59%                          | 1 769 678                       | 1,43%                           |
| Votos nulos              | Votos nulos             | 3 487 874                      | 2,82%                          | 3 930 765                       | 3,16%                           |
| Total                    | Total                   | 123 682 372                    | 79,05%                         | 124.252.796                     | 79,41%                          |
| Abstenções               | Abstenções              | 32 770 982                     | 20,95%                         | 32 200 558                      | 20,59%                          |
| Eleitores aptos a votar  | Eleitores aptos a votar | 156 453 354                    | 100,00%                        | 156 453 354                     | 100,00%                         |

## Por unidade federativa

### Primeiro turno
Bolsonaro e Lula tiveram um primeiro turno equilibrado. Bolsonaro venceu em 12 estados e no Distrito Federal enquanto Lula venceu em 14 estados.
O então presidente Jair Bolsonaro venceu em todos os estados das regiões Sul e Centro-Oeste. Venceu em 3 dos 4 estados da Região Sudeste e em 3 dos 7 estados da Região Norte do Brasil. Já Lula venceu em todos os 9 estados do Nordeste do Brasil e em 4 dos 7 estados da Região Norte. Lula venceu também em Minas Gerais, único estado do Centro-Sul do Brasil a dar a maioria de votos ao petista.
| Estado              | Eleitorado  | Abstenção  | %      | Lula       | %      | Bolsonaro  | %      | Tebet     | %     | Outros    | %     | Votos brancos | %     | Votos nulos | %     |
| ------------------- | ----------- | ---------- | ------ | ---------- | ------ | ---------- | ------ | --------- | ----- | --------- | ----- | ------------- | ----- | ----------- | ----- |
| Acre                | 588 433     | 131 835    | 22,43% | 129 022    | 29,26% | 275 582    | 62,50% | 20 122    | 4,56% | 16 191    | 3,66% | 4 664         | 1,03% | 10 322      | 2,26% |
| Alagoas             | 2 325 656   | 520 520    | 22,37% | 974 156    | 56,50% | 621 515    | 36,05% | 67 411    | 3,91% | 61 135    | 3,56% | 28 792        | 1,60% | 52 962      | 2,93% |
| Amapá               | 550 687     | 107 323    | 19,51% | 197 382    | 45,67% | 187 621    | 43,41% | 27 497    | 6,36% | 19 661    | 4,53% | 3 289         | 0,74% | 7 392       | 1,67% |
| Amazonas            | 2 647 748   | 533 069    | 20,14% | 1 019 684  | 49,58% | 880 198    | 42,80% | 87 060    | 4,23% | 69 734    | 3,38% | 19 570        | 0,92% | 37 525      | 1,78% |
| Bahia               | 11 291 528  | 2 408 564  | 21,35% | 5 873 081  | 69,73% | 2 047 599  | 24,31% | 197 305   | 2,34% | 305 023   | 3,62% | 123 450       | 1,39% | 328 383     | 3,70% |
| Ceará               | 6 820 673   | 1 190 122  | 17,45% | 3 578 355  | 65,91% | 1 377 827  | 25,38% | 66 214    | 1,22% | 406 868   | 7,49% | 72 246        | 1,28% | 127 100     | 2,26% |
| Distrito Federal    | 2 203 045   | 387 096    | 17,54% | 649 534    | 36,85% | 910 397    | 51,65% | 105 377   | 5,98% | 97 267    | 5,53% | 25 162        | 1,38% | 32 163      | 1,77% |
| Espírito Santo      | 2 921 506   | 606 490    | 20,75% | 897 348    | 40,40% | 1 160 030  | 52,23% | 85 325    | 3,84% | 78 427    | 3,54% | 39 541        | 1,71% | 55 218      | 2,38% |
| Goiás               | 4 870 354   | 1 057 695  | 21,72% | 1 454 723  | 39,51% | 1 920 203  | 52,16% | 170 742   | 4,64% | 135 801   | 3,68% | 48 539        | 1,27% | 82 589      | 2,17% |
| Maranhão            | 5 042 999   | 1 118 852  | 22,20% | 2 603 454  | 68,84% | 983 861    | 26,02% | 78 254    | 2,07% | 116 076   | 3,08% | 35 605        | 0,91% | 103 185     | 2,63% |
| Mato Grosso         | 2 469 414   | 577 424    | 23,38% | 633 748    | 34,39% | 1 102 866  | 59,84% | 55 989    | 3,04% | 50 285    | 2,73% | 18 680        | 0,99% | 30 612      | 1,62% |
| Mato Grosso do Sul  | 1 996 510   | 440 783    | 22,08% | 588 323    | 39,04% | 794 206    | 52,70% | 79 719    | 5,29% | 44 741    | 2,96% | 17 651        | 1,14% | 30 509      | 1,96% |
| Minas Gerais        | 16 290 870  | 3 628 600  | 22,28% | 5 802 571  | 48,29% | 5 239 264  | 43,60% | 500 658   | 4,17% | 474 140   | 3,94% | 229 425       | 1,82% | 409 170     | 3,23% |
| Pará                | 6 082 312   | 1 289 969  | 21,22% | 2 443 730  | 52,22% | 1 884 673  | 40,27% | 204 075   | 4,36% | 147 458   | 3,15% | 40 902        | 0,85% | 68 473      | 1,43% |
| Paraíba             | 3 091 684   | 534 574    | 17,29% | 1 554 868  | 64,21% | 717 416    | 29,62% | 57 154    | 2,36% | 92 250    | 3,81% | 41 922        | 1,64% | 93 869      | 3,67% |
| Paraná              | 8 475 632   | 1 651 892  | 19,48% | 2 363 492  | 35,99% | 3 628 612  | 55,26% | 309 685   | 4,72% | 264 975   | 4,04% | 108 894       | 1,59% | 152 885     | 2,24% |
| Pernambuco          | 7 018 098   | 1 277 050  | 18,20% | 3 558 322  | 65,27% | 1 630 938  | 29,91% | 96 570    | 1,77% | 166 179   | 3,04% | 90 092        | 1,57% | 196 270     | 3,42% |
| Piauí               | 2 573 810   | 454 788    | 17,69% | 1 518 008  | 74,25% | 406 897    | 19,90% | 42 179    | 2,06% | 77 302    | 3,79% | 19 477        | 0,92% | 51 782      | 2,45% |
| Rio de Janeiro      | 12 827 296  | 2 916 893  | 22,74% | 3 847 143  | 40,68% | 4 831 246  | 51,09% | 365 969   | 3,87% | 412 319   | 4,37% | 159 773       | 1,61% | 293 013     | 2,96% |
| Rio Grande do Norte | 2 554 727   | 464 112    | 18,17% | 1 264 179  | 62,98% | 622 731    | 31,02% | 38 633    | 1,92% | 81 721    | 4,07% | 26 151        | 1,25% | 57 189      | 2,74% |
| Rio Grande do Sul   | 8 593 469   | 1 699 416  | 19,78% | 2 806 672  | 42,28% | 3 245 023  | 48,89% | 317 957   | 4,79% | 268 100   | 4,05% | 129 345       | 1,88% | 122 919     | 1,78% |
| Rondônia            | 1 230 987   | 303 171    | 24,65% | 261 749    | 28,98% | 581 306    | 64,36% | 31 217    | 3,46% | 28 963    | 3,21% | 9 350         | 1,01% | 14 242      | 1,54% |
| Roraima             | 366 240     | 61 228     | 16,70% | 68 760     | 23,05% | 207 587    | 69,57% | 12 956    | 4,34% | 9 066     | 3,04% | 2 255         | 0,73% | 4 780       | 1,57% |
| Santa Catarina      | 5 489 658   | 1 014 004  | 18,43% | 1 279 216  | 29,54% | 2 694 406  | 62,21% | 191 310   | 4,42% | 166 052   | 3,83% | 66 871        | 1,49% | 89 619      | 2,00% |
| São Paulo           | 34 667 793  | 7 495 213  | 21,61% | 10 490 032 | 40,89% | 12 239 989 | 47,71% | 1 625 596 | 6,34% | 1 300 717 | 5,07% | 571 257       | 2,10% | 962 123     | 3,54% |
| Sergipe             | 1 671 801   | 306 652    | 18,35% | 828 716    | 63,82% | 378 610    | 29,16% | 42 073    | 3,24% | 49 033    | 3,79% | 20 224        | 1,48% | 46 068      | 3,38% |
| Tocantins           | 1 094 003   | 202 897    | 18,54% | 434 303    | 50,40% | 379 194    | 44,00% | 25 209    | 2,93% | 23 086    | 2,68% | 6 795         | 0,77% | 22 862      | 2,56% |
| Exterior            | 697 078     | 390 750    | 56,24% | 138 933    | 47,17% | 122 548    | 41,61% | 13 167    | 4,47% | 19 877    | 6,76% | 4 857         | 1,60% | 4 650       | 1,53% |
| Total               | 156 453 354 | 32 770 982 | 20,95% | 57 259 504 | 48,43% | 51 072 345 | 43,20% | 4 915 423 | 4,16% | 4 982 447 | 4,21% | 1 964 779     | 1,59% | 3 487 874   | 2,82% |

### Segundo turno
Apesar dos esforços do presidente Bolsonaro, segundo colocado no primeiro turno, e de seus aliados na campanha eleitoral, o único estado que deu um resultado diferente no segundo turno em relação ao primeiro foi o Amapá. Nesse estado, Bolsonaro cresceu o suficiente para ultrapassar Lula. Esse movimento de virada era esperado em outros estados com resultados apertados, como Minas Gerais e Amazonas, mas não ocorreu. Nos demais estados da federação, tanto Lula quanto Bolsonaro cresceram em percentuais de votos. 
| Estado              | Eleitorado  | Abstenção  | %      | Lula       | %      | Bolsonaro  | %      | Votos brancos | %     | Votos nulos | %     |
| ------------------- | ----------- | ---------- | ------ | ---------- | ------ | ---------- | ------ | ------------- | ----- | ----------- | ----- |
| Acre                | 587 765     | 167 005    | 28,41% | 121 566    | 29,70% | 287 750    | 70,30% | 4 722         | 1,12% | 6 722       | 1,60% |
| Alagoas             | 2 325 814   | 540 826    | 23,25% | 976 831    | 58,68% | 687 827    | 41,32% | 23 376        | 1,31% | 96 954      | 5,43% |
| Amapá               | 550 131     | 149 448    | 27,17% | 189 918    | 48,64% | 200 547    | 51,36% | 4 018         | 1,00% | 6 200       | 1,55% |
| Amazonas            | 2 647 039   | 579 164    | 21,88% | 1 004 991  | 51,10% | 961 741    | 48,90% | 21 594        | 1,04% | 79 549      | 3,85% |
| Bahia               | 11 282 999  | 2 311 271  | 20,48% | 6 097 815  | 72,12% | 2 357 028  | 27,88% | 121 221       | 1,35% | 395 664     | 4,41% |
| Ceará               | 6 818 192   | 1 168 794  | 17,14% | 3 807 891  | 69,97% | 1 634 477  | 30,03% | 67 045        | 1,18% | 139 985     | 2,48% |
| Distrito Federal    | 2 207 628   | 369 136    | 16,72% | 729 295    | 41,19% | 1 041 331  | 58,81% | 29 663        | 1,61% | 38 203      | 2,08% |
| Espírito Santo      | 2 922 264   | 599 995    | 20,53% | 926 767    | 41,96% | 1 282 145  | 58,04% | 37 214        | 1,60% | 76 143      | 3,28% |
| Goiás               | 4 870 621   | 1 010 270  | 20,74% | 1 542 115  | 41,29% | 2 193 041  | 58,71% | 43 610        | 1,13% | 81 585      | 2,11% |
| Maranhão            | 5 039 307   | 1 184 503  | 23,51% | 2 668 425  | 71,14% | 1 082 749  | 28,86% | 35 807        | 0,93% | 67 823      | 1,76% |
| Mato Grosso         | 2 469 797   | 556 566    | 22,53% | 652 786    | 34,92% | 1 216 730  | 65,08% | 16 317        | 0,85% | 27 398      | 1,43% |
| Mato Grosso do Sul  | 1 996 066   | 446 193    | 22,35% | 599 547    | 40,51% | 880 606    | 59,49% | 18 062        | 1,17% | 51 658      | 3,33% |
| Minas Gerais        | 16 284 615  | 3 418 331  | 20,99% | 6 190 960  | 50,20% | 6 141 310  | 49,80% | 183 206       | 1,42% | 350 808     | 2,73% |
| Pará                | 6 078 857   | 1 377 117  | 22,65% | 2 509 084  | 54,75% | 2 073 895  | 45,25% | 43 602        | 0,93% | 75 159      | 1,60% |
| Paraíba             | 3 091 719   | 517 504    | 16,74% | 1 601 953  | 66,62% | 802 502    | 33,38% | 35 467        | 1,37% | 134 293     | 5,22% |
| Paraná              | 8 480 626   | 1 580 206  | 18,63% | 2 506 605  | 37,60% | 4 159 343  | 62,40% | 95 555        | 1,39% | 138 917     | 2,01% |
| Pernambuco          | 7 015 086   | 1 214 351  | 17,31% | 3 640 933  | 66,93% | 1 798 832  | 33,07% | 74 435        | 1,28% | 286 535     | 4,94% |
| Piauí               | 2 570 253   | 481 723    | 18,74% | 1 551 383  | 76,86% | 467 065    | 23,14% | 19 027        | 0,92% | 51 055      | 2,44% |
| Rio de Janeiro      | 12 827 044  | 2 853 222  | 22,24% | 4 156 217  | 43,47% | 5 403 894  | 56,53% | 126 645       | 1,27% | 287 066     | 2,88% |
| Rio Grande do Norte | 2 554 326   | 445 527    | 17,44% | 1 326 785  | 65,10% | 711 381    | 34,90% | 20 585        | 0,98% | 50 048      | 2,37% |
| Rio Grande do Sul   | 8 589 684   | 1 658 832  | 19,31% | 2 891 851  | 43,65% | 3 733 185  | 56,35% | 122 456       | 1,76% | 183 360     | 2,65% |
| Rondônia            | 1 230 172   | 303 655    | 24,68% | 262 904    | 29,34% | 633 236    | 70,66% | 9 428         | 1,02% | 20 949      | 2,26% |
| Roraima             | 366 641     | 80 372     | 21,92% | 67 128     | 23,92% | 213 518    | 76,08% | 2 173         | 0,75% | 3 450       | 1,21% |
| Santa Catarina      | 5 501 284   | 958 467    | 17,42% | 1 351 918  | 30,73% | 3 047 630  | 69,27% | 56 475        | 1,24% | 86 794      | 1,91% |
| São Paulo           | 34 684 876  | 7 304 385  | 21,06% | 11 519 882 | 44,76% | 14 216 587 | 55,24% | 526 677       | 1,92% | 1 117 345   | 4,08% |
| Sergipe             | 1 671 241   | 315 774    | 18,89% | 862 951    | 67,21% | 421 086    | 32,79% | 18 240        | 1,35% | 53 190      | 3,92% |
| Tocantins           | 1 094 302   | 223 064    | 20,38% | 434 593    | 51,36% | 411 654    | 48,64% | 7 158         | 0,82% | 17 833      | 2,05% |
| Exterior            | 695 005     | 384 857    | 55,37% | 152 905    | 51,28% | 145 264    | 48,72% | 5 900         | 1,90% | 6 079       | 1,96% |
| Total               | 156 454 011 | 32 200 558 | 20,59% | 60 345 999 | 50,90% | 58 206 354 | 49,10% | 1 769 678     | 1,43% | 3 930 765   | 3,16% |

## Gráficos
| Esquema gráfico dos resultados do primeiro turno | Esquema gráfico dos resultados do primeiro turno | Esquema gráfico dos resultados do primeiro turno | Esquema gráfico dos resultados do primeiro turno | Esquema gráfico dos resultados do primeiro turno |
| ------------------------------------------------ | ------------------------------------------------ | ------------------------------------------------ | ------------------------------------------------ | ------------------------------------------------ |
|                                                  |                                                  |                                                  |                                                  |                                                  |
| Lula                                             | Lula                                             |                                                  | 48,43%                                           | 48,43%                                           |
| Jair Bolsonaro                                   | Jair Bolsonaro                                   |                                                  | 43,20%                                           | 43,20%                                           |
| Simone Tebet                                     | Simone Tebet                                     |                                                  | 4,16%                                            | 4,16%                                            |
| Ciro Gomes                                       | Ciro Gomes                                       |                                                  | 3,04%                                            | 3,04%                                            |
| Soraya Thronicke                                 | Soraya Thronicke                                 |                                                  | 0,51%                                            | 0,51%                                            |
| Felipe d'Avilla                                  | Felipe d'Avilla                                  |                                                  | 0,47%                                            | 0,47%                                            |
| Padre Kelmon                                     | Padre Kelmon                                     |                                                  | 0,07%                                            | 0,07%                                            |
| Léo Péricles                                     | Léo Péricles                                     |                                                  | 0,05%                                            | 0,05%                                            |
| Sofia Manzano                                    | Sofia Manzano                                    |                                                  | 0,04%                                            | 0,04%                                            |
| Vera                                             | Vera                                             |                                                  | 0,02%                                            | 0,02%                                            |
| Constituinte Eymael                              | Constituinte Eymael                              |                                                  | 0,01%                                            | 0,01%                                            |
| Brancos e nulos                                  | Brancos e nulos                                  |                                                  | 4,41%                                            | 4,41%                                            |
| Abstenções                                       | Abstenções                                       |                                                  | 20,95%                                           | 20,95%                                           |

| Esquema gráfico dos resultados do segundo turno | Esquema gráfico dos resultados do segundo turno | Esquema gráfico dos resultados do segundo turno | Esquema gráfico dos resultados do segundo turno | Esquema gráfico dos resultados do segundo turno |
| ----------------------------------------------- | ----------------------------------------------- | ----------------------------------------------- | ----------------------------------------------- | ----------------------------------------------- |
|                                                 |                                                 |                                                 |                                                 |                                                 |
| Lula                                            | Lula                                            |                                                 | 50,90%                                          | 50,90%                                          |
| Jair Bolsonaro                                  | Jair Bolsonaro                                  |                                                 | 49,10%                                          | 49,10%                                          |
| Brancos e nulos                                 | Brancos e nulos                                 |                                                 | 4,59%                                           | 4,59%                                           |
| Abstenções                                      | Abstenções                                      |                                                 | 20,59%                                          | 20,59%                                          |